# Kuzmivka, Sarnî
Kuzmivka (în ucraineană Кузьмівка) este localitatea de reședință a comunei Kuzmivka din raionul Sarnî, regiunea Rivne, Ucraina.

## Demografie
Componența lingvistică a localității Kuzmivka
     Ucraineană (99,7%)
     Alte limbi (0,3%)
Conform recensământului din 2001, majoritatea populației localității Kuzmivka era vorbitoare de ucraineană (99,7%), existând în minoritate și vorbitori de alte limbi.